# Carlo Aymonino
Carlo Aymonino (Roma, 18 luglio 1926 – Roma, 4 luglio 2010) è stato un architetto italiano.

## Biografia
Carlo Aymonino nacque a Roma nel 1926. Grazie al sostegno di suo zio Marcello Piacentini fin da piccolo manifestò interessi verso l'architettura, imparando a disegnare scenografie per le feste familiari. Attraverso la conoscenza di Mario Mafai, Toti Scialoja, Roberto Melli, Renato Guttuso sviluppò anche la passione per l'arte.
Si laureò in architettura alla "Sapienza" nel 1950.
Fu docente presso le facoltà di architettura di Palermo (1967), Venezia (dal 1963 al 1981) e Roma (dove ricoprì l'incarico di ordinario di composizione architettonica tra il 1980 e il 1993).
Fu, ancora, rettore dell'Istituto Universitario di Architettura di Venezia tra il 1974 e il 1979.
Durante i primi anni di attività aderisce al  Neorealismo, è in questo periodo che lavora ai progetti per la realizzazione della palazzina  Tartaruga a Roma (1951-1954), con Ludovico Quaroni; per il quartiere  Spine Bianche a Matera (1954-1957) e per il quartiere Tiburtino  a Roma (1950-1954) con Ludovico Quaroni e Mario Ridolfi. Dal 1959 al 1964 ha diviso lo studio con il fratello Maurizio Aymonino.
Già con la fine degli anni cinquanta la ricerca di Aymonino aspira a dare al progetto il ruolo di risolutore delle complessità e contraddizioni esistenti sia alla scala urbana, che negli stessi dettagli architettonici. Questa sua volontà ricompositiva della modernità diventa concreta con il progetto del complesso residenziale Monte Amiata del Gallaratese a Milano (1967-1972), progettato con la collaborazione del fratello Maurizio Aymonino, Alessandro De Rossi, Sachim Messarè, progetto che vede poi anche il contributo di Aldo Rossi. Il progetto del  Gallaratese rappresenta il culmine della ricerca sui fondamenti della nuova scienza urbana, la risposta concreta alla ricerca teorica che stava sviluppando con Aldo Rossi.
Nelle opere e nei progetti degli anni settanta la poetica di Aymonino si esprime seguendo un linguaggio che vede interagire le diversità tipologiche con rigore geometrico e cromatico. Degli anni settanta sono rispettivamente i progetti per l'Università di Firenze (1971), per l'Università della Calabria (1973), per il palazzo di Giustizia di Ferrara (1977-1984), il Campus scolastico superiore di Pesaro (1970-1984).
Nel 1976 e nel 1985 è stato invitato a partecipare con le sue opere alla XIII e XV Triennale di Milano e alla Biennale di Venezia.

Dal 1981 al 1985 Aymonino ricopre la carica di assessore agli interventi sul centro storico del comune di Roma, dando via ad una serie di attività e di studi sulla città che segnano un momento di svolta nel modo di utilizzare e vivere il centro storico. Degli anni ottanta sono i progetti per l'edificio residenziale alla Giudecca a Venezia (1984), il centro residenziale e commerciale Benelli a Pesaro (1980-83), il complesso residenziale Tor Sapienza  a Roma (1981-1982), il sistema di piazze al centro di Terni (1985), i sistemi polifunzionali a Scandicci (1989), a San Donà di Piave (199]), in via Ostiense a Roma (1991); tra i suoi ultimi progetti la copertura del  Giardino Romano all'interno dei Musei Capitolini a Roma.
Fu membro nazionale dell'Accademia nazionale di San Luca (dal 1976), di cui è stato presidente dal 1995 al 1996. Ha svolto, fino a pochissimi anni fa, l'attività professionale nel campo dell'architettura e dell'urbanistica con studio in Roma e Venezia.
Nel 1999 vince la medaglia d'onore per  meriti della scienza e della cultura del Ministero della pubblica istruzione; è stato decorato del premio  Hononary Fellow rilasciato dal   The American Institute of Architects nell'anno 2000. Ha esposto le sue opere d'architettura in numerose mostre tenutesi in Italia, Austria, Germania, Belgio, Brasile, Stati Uniti, Canada, Giappone, Cina. Morì a Roma nella notte del 3 luglio 2010.
Sepolto presso il cimitero monumentale di Torino, sulla sua lapide della tomba di famiglia ha chiesto fosse inscritto: «Carlo Aymonino, architetto e comunista».
Carlo Aymonino ebbe un primo matrimonio con Ludovica Ripa di Meana con cui ebbe due figli, Aldo (a sua volta architetto) e Livia.
Successivamente sposò Roberta Carlotto dalla quale ebbe una figlia, Silvia.
Il suo terzo e ultimo matrimonio fu con Luciana Tissi dalla quale ebbe il suo quarto e più giovane figlio, Adriano.

### Biografia riassuntiva
Si laurea in Architettura a La Sapienza di Roma nel 1950, diventa assistente volontario presso la cattedra di Urbanistica II, prima con Marcello Piacentini, poi con Plinio Marconi. Consegue nel 1959 la libera docenza presso la Facoltà di Architettura poi, nel 1967, diventa docente presso la Facoltà di Architettura di Palermo. In seguito è professore incaricato presso l'Università Iuav di Venezia e poi ne diviene rettore. A Roma dal 1980 al 1993 insegna presso la Facoltà di Architettura e circa negli stessi anni è assessore per gli interventi al centro storico di Roma. Dal 1984 al 1987 ha la rubrica L'Architettura, sul settimanale L'Europeo. Dal 1989 è professore onorario degli Altos Estudios del Cayc e dal 1995 al 1996 è presidente dell'Accademia di San Luca.

## Analisi di alcuni suoi progetti

### Concorso per la ricostruzione del Teatro Paganini, Parma 1964
Concorso apertosi nel 1964 con lo scopo di recuperare il teatro Reinach, poi Paganini, distrutto il 13 maggio del 1944 in seguito ad un bombardamento.
Lo sviluppo del progetto segue delle fasi logiche che partono dallo studio urbano della città preesistente fino alla ricostruzione delle due piazze pubbliche (piazza della Pilotta, Cortile delle Vasche) e un teatro che svolge più funzioni, dall'opera e commedia a spettacoli vari. Il progetto nasce su due allineamenti: Pilotta e Prefettura, nella cui sovrapposizione vi è il teatro, diverse sale e una pinacoteca.
Le aree si sviluppano su differenti altezze in modo da realizzare un percorso continuo tra i vari spazi pubblici, simile a quello ottenuto al piano terreno. I volumi del corpo di fabbrica sono stati pensati strutturalmente e visivamente come elementi puri, leggendo facilmente in facciata le successive sovrapposizioni.

### Complesso abitativo Monte Amiata
(Aldo Rossi)
Il complesso abitativo Monte Amiata, che sorge nel quartiere Gallaratese, dove fu eretto fra il 1967 e il 1972, consiste in un intervento di grande dimensione a cui prende parte Carlo Aymonino col fratello Maurizio Aymonino e Aldo Rossi.
Il comune di Milano assieme alla società proprietaria del suolo, stabilisce, in sede di convenzione, un indice standard di 2.400 abitanti con 169.000 m3 di area edificabile da destinare ad abitazioni.
Già dal planivolumetrico predisposto dal comune le prime idee sono indirizzate ad un insieme volumetricamente definito da elementi diversi. Nell'impostazione di lavoro, Aymonino ha ignorato il territorio e i rapporti con l'intorno in quanto area priva di suggerimenti, specialmente dal punto di vista naturale. L'insediamento non può quindi aspirare ad essere una vera e propria città a causa del suo carattere pressoché monofunzionale.
Il progetto finale ha perciò accentuato il distacco dall'intorno, cercando di elaborare un piano ben più compatto. Si sviluppa così l'idea di una costruzione, composta da cinque corpi di fabbrica, articolata e compatta allo stesso tempo, con altezze e profondità diverse. Progetta elementi come logge e ballatoi che facilitano l'accesso dai parcheggi a terra agli atri d'ingresso, corridoi interni, percorsi pedonali, sia orizzontali che verticali, coperti e no, e tre piazze che fungono soprattutto da luogo di incontro o di giuoco, diverse tra loro, una delle quali diventa teatro all'aperto.
Il Gallaratese va ad inserirsi nella poetica del frammentismo perseguita da Aymonino nel corso degli anni sessanta, da cui la presenza di elementi come i riquadri in vetrocemento degli appartamenti duplex e i volumi cilindrici dei collegamenti verticali che stabiliscono dei punti di riferimento per il controllo dell'immagine d'insieme degli edifici.
Aymonino con questo piano rompe la tradizionale concezione dell'edificio privato in quanto non ha progettato dei semplici appartamenti, ma li ha completati con dei servizi di loro pertinenza e con spazi aggiuntivi inseguendo l'idea di una città complessa e tumultuosa. Il Gallaratese diventa rapidamente modello di riferimento disciplinare sia sul piano linguistico che figurale per la possibilità di interferire sui processi aggregativi della residenza periferica portandoli ad una riconoscibilità urbana.

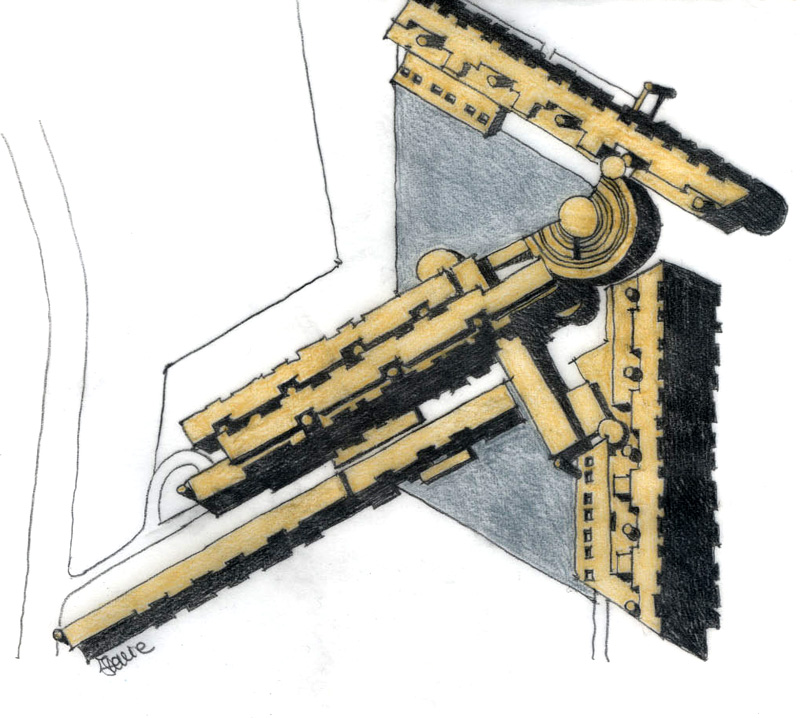
Complesso abitativo "Monte Amiata, quartiere Gallaratese, Milano (1967-1972) vista dall'alto
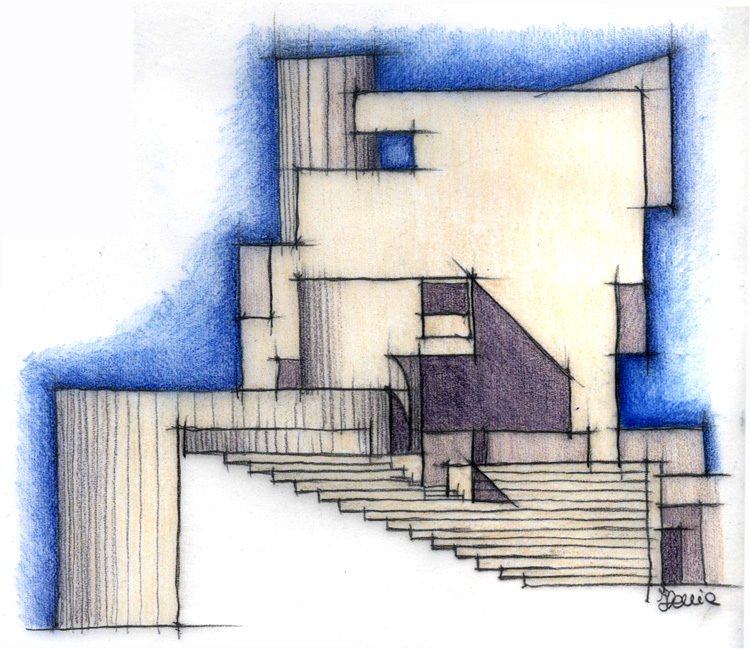
Complesso abitativo  Monte Amiata, quartiere Gallaratese, Milano (1967-1972) prospetto dell'edificio B
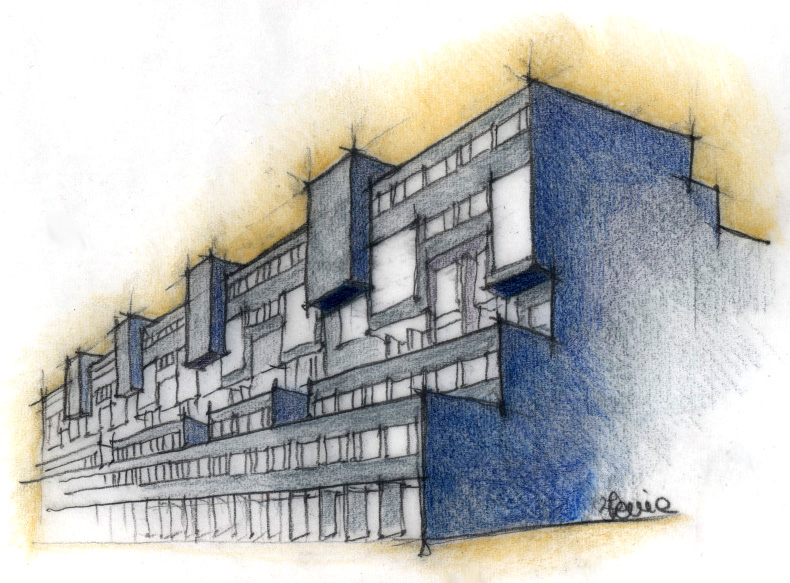
Complesso abitativo  Monte Amiata,  quartiere Gallaratese, Milano (1967-1972) veduta dell'edificio B
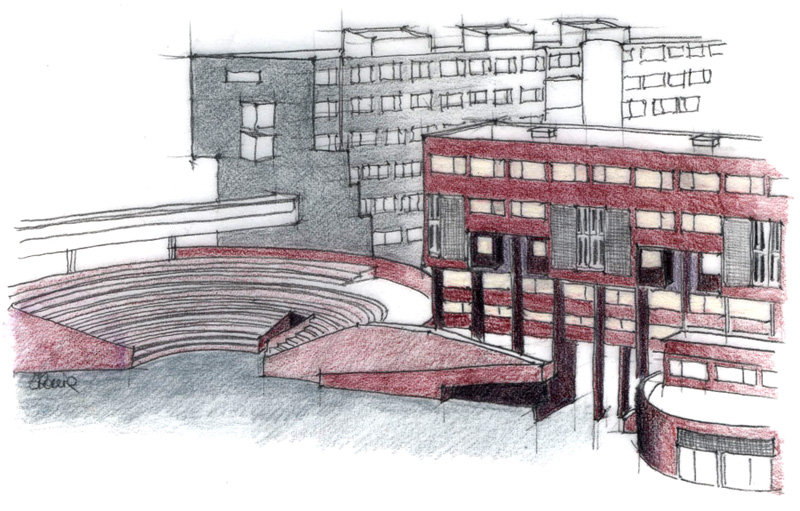
Complesso abitativo  Monte Amiata,  quartiere Gallaratese, Milano (1967-1972) piazza e teatro all'aperto
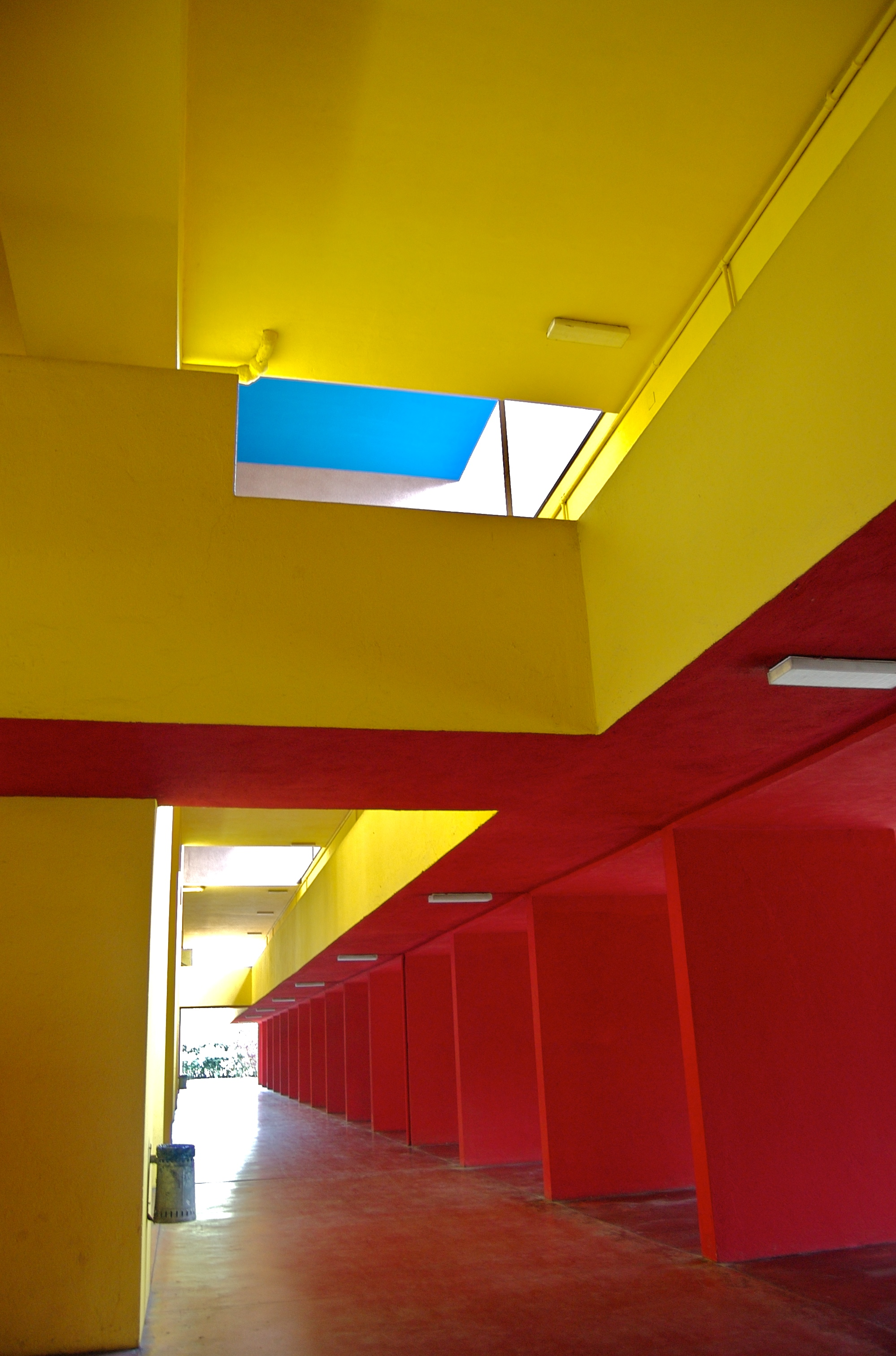
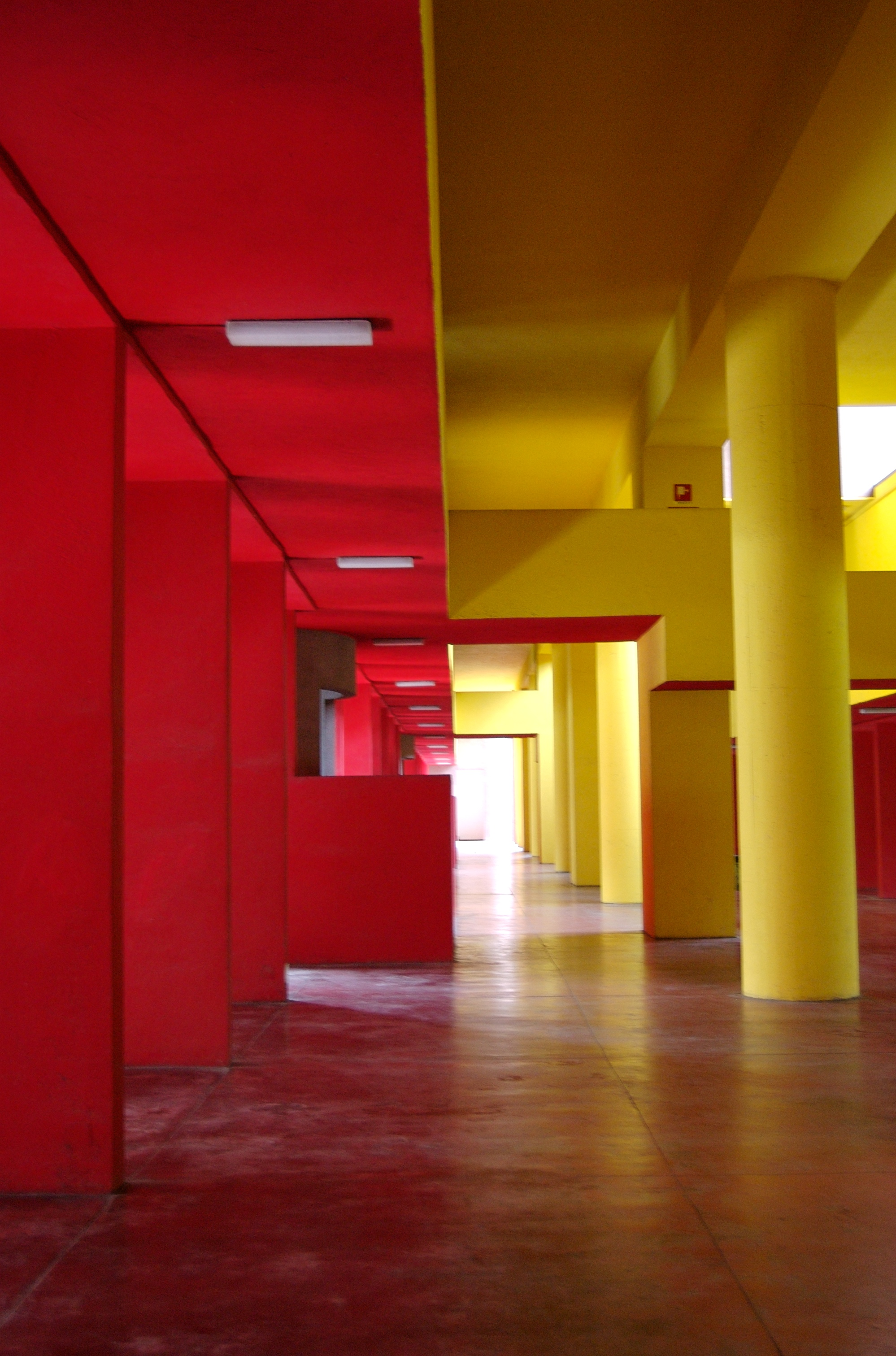
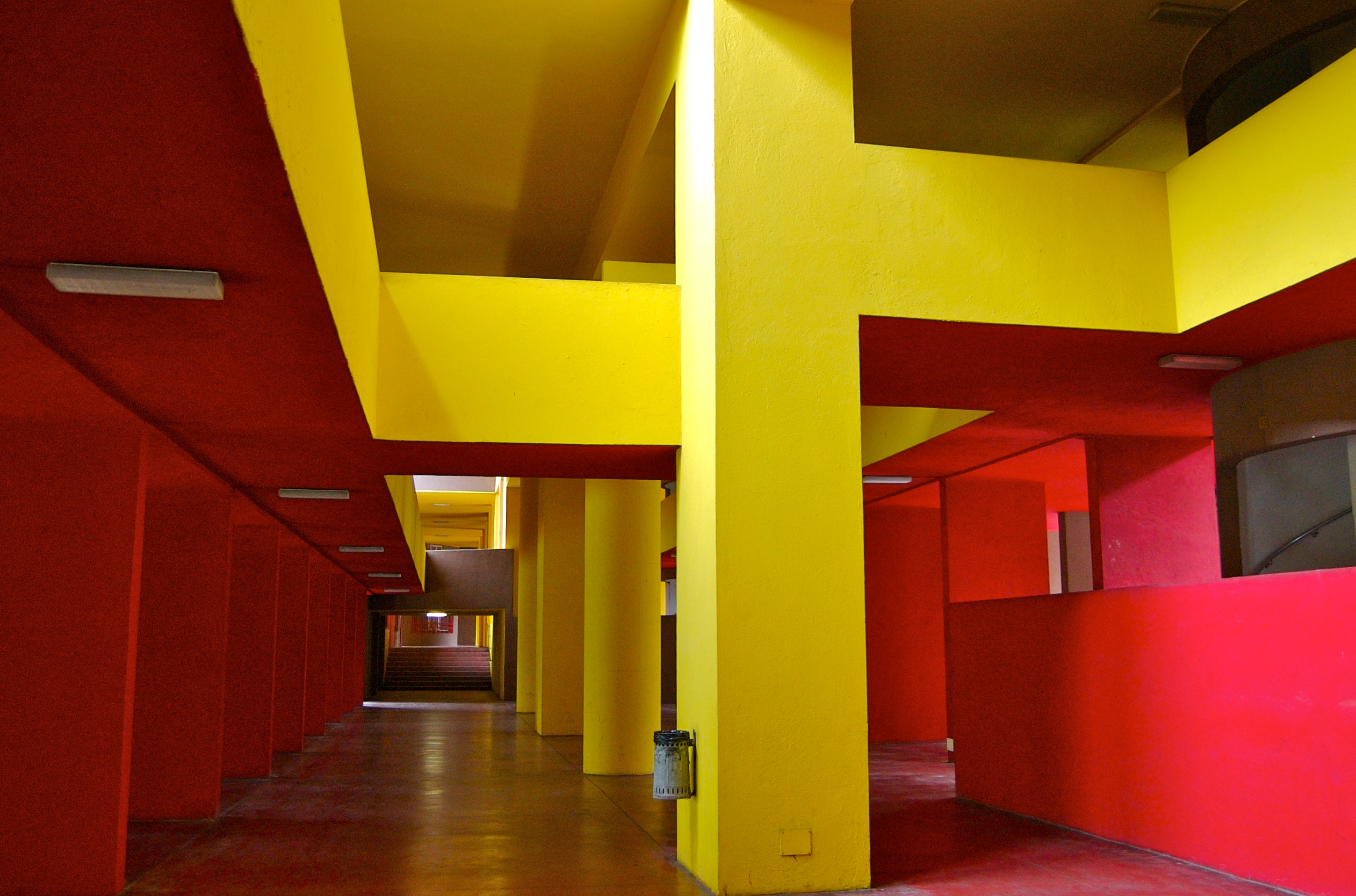

### Complesso scolastico, Pesaro 1974-1978
Il tema riguarda la progettazione di un'area di espansione a sud della città di Pesaro concentrata in venti ettari. Il piano regolatore generale prevede la costruzione di un istituto professionale, un istituto commerciale, un liceo scientifico e un istituto tecnico per un totale di circa quattromila studenti. Alla pianificazione prendono parte Cesare Montanari e Maria Luisa Tugnoli.
Le prime fasi del progetto riguardano il rapporto tra l'area interessata e l'intera struttura urbana, rapporto che nasce attraverso i diversi collegamenti viari. Il passaggio alla scala architettonica tiene conto dell'intorno urbano e delle nuove aree residenziali in espansione, realizzate spesso attraverso leggi di edilizia economica, da cui la necessità di un'architettura che li rappresenti, unificandoli.
Il pensiero di Aymonino è quello di concentrare le diverse esigenze in un unico edificio. Prevede l'inserimento di un centro civico, politico, culturale, commerciale e religioso all'interno del campus in modo da ottenere un luogo d'incontro che si confronta con la vita studentesca e con la realtà sociale del quartiere. Ritiene possibile la concentrazione, in un'unica sede, di alcuni servizi scolastici previsti per i vari istituti (biblioteca, mensa, ambulatorio, aula magna) migliorando la loro fruizione da parte del quartiere.
L'elemento importante è relazionare gli edifici, dalle diverse funzioni d'uso, con l'intorno urbano. Una prima relazione funzionale è individuata dai percorsi veicolari e pedonali che facilitano l'arrivo al campus.
Il progetto vuole il liceo scientifico come un unico edificio posto ad angolo, compatto di forme pure e di forte richiamo al mondo classico; gli istituti tecnico e commerciale sono due edifici separati da una piazza interna ma hanno una lunga fascia porticata che unifica l'intero prospetto, si evidenzia così la continuità tra spazi comuni interni coperti e spazi comuni esterni aperti. Lo spazio pubblico viene ad articolarsi in due piazze poste a quote diverse di cui una è interessata da un elemento a torre centrale che diventa punto di riferimento.

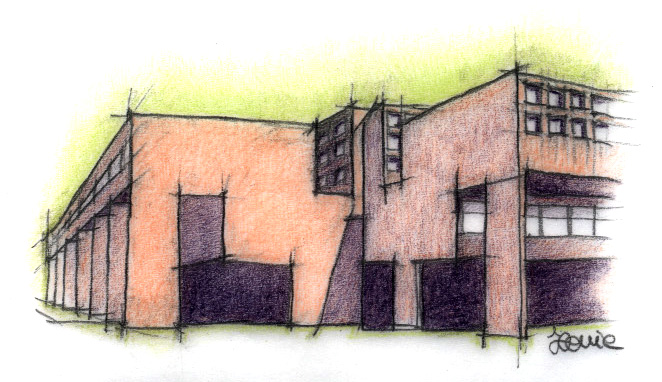
Complesso scolastico, Pesaro (1974-1978) prospettiva della soluzione d'angolo del liceo scientifico, fronte sud-ovest

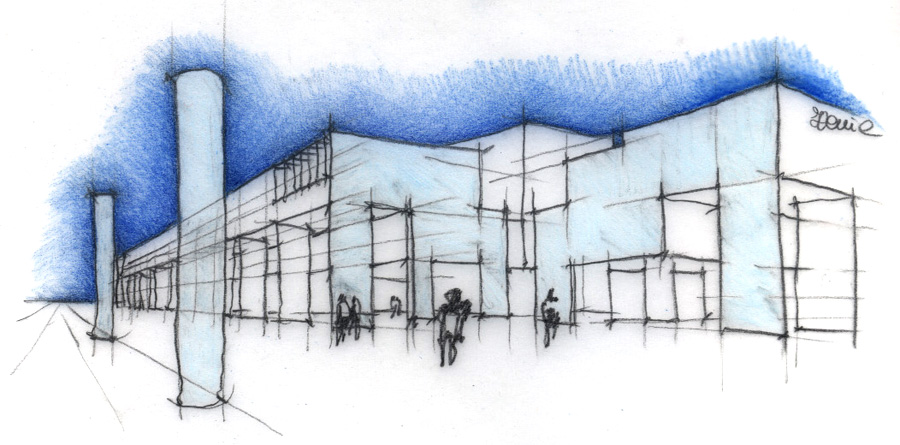
Complesso scolastico, Pesaro (1974-1978) schizzo di studio prospettico della soluzione d'angolo del liceo scientifico,fronte sud-ovest

### Palazzo di Giustizia, Ferrara 1977

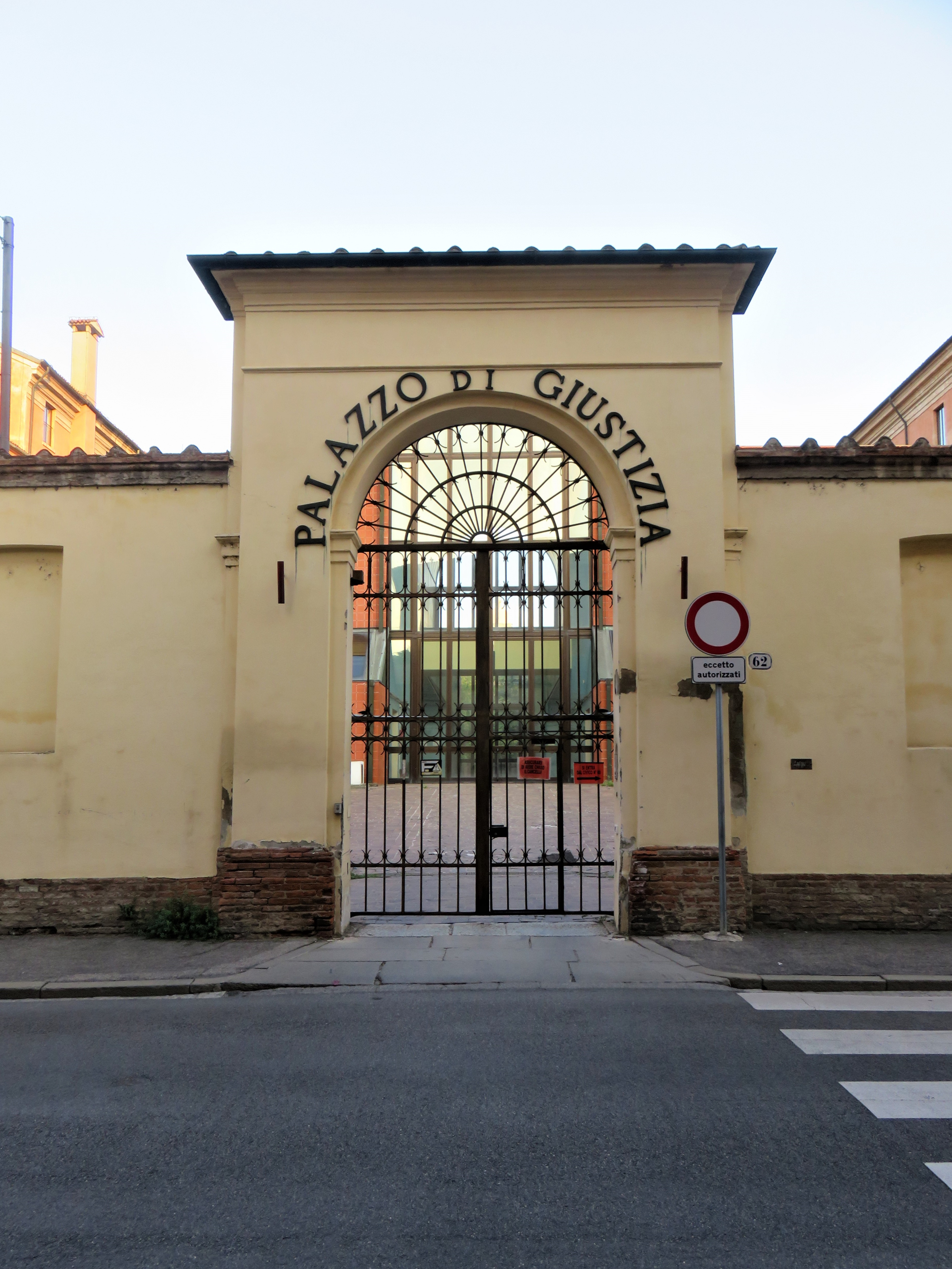
Il Palazzo di Giustizia di Ferrara

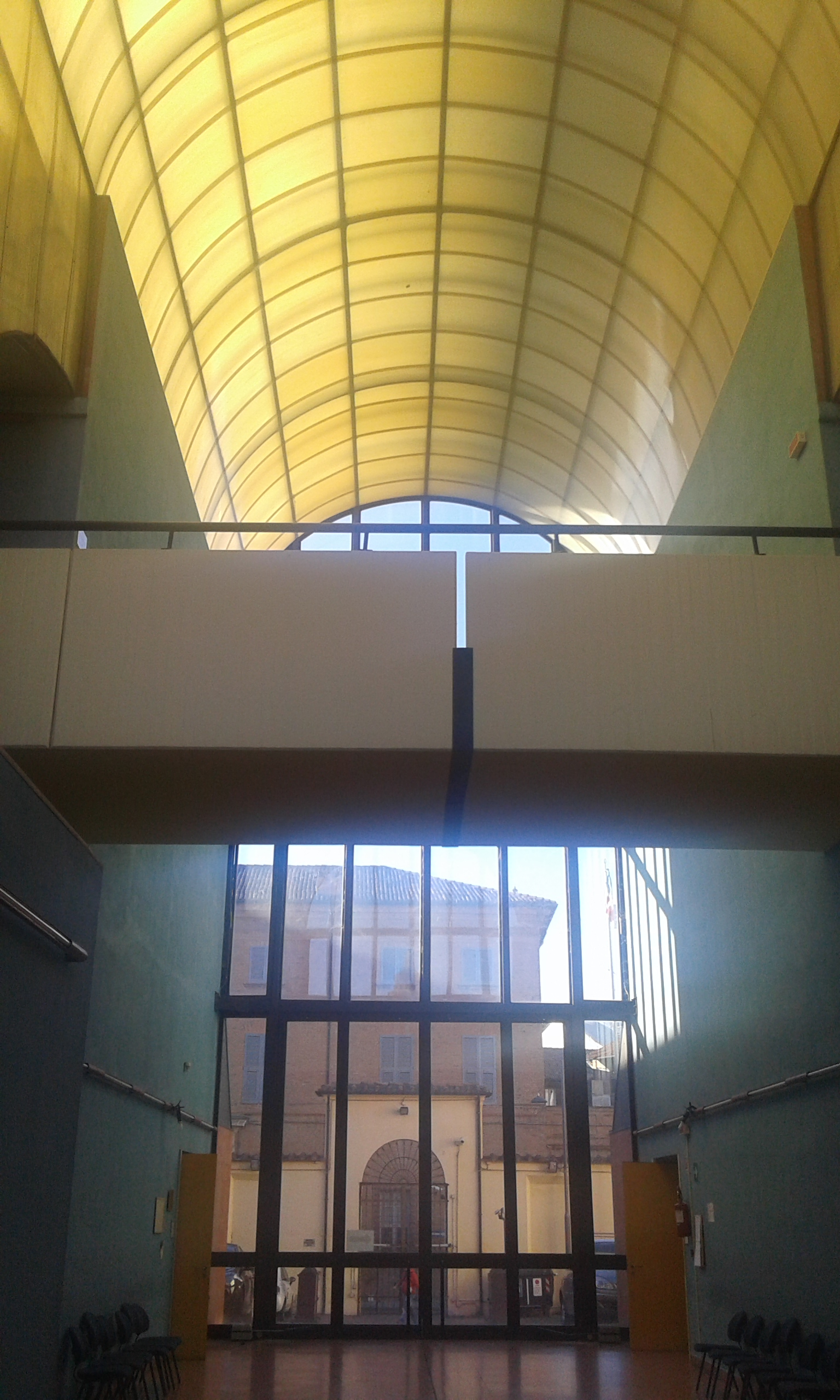
La galleria vetrata del Palazzo di Giustizia di Ferrara

Si tratta di un intervento all'interno del contesto storico della città, il che comporta una ricerca della modernità da parte di Aymonino, ricerca che si riscontra nel rovesciamento di segni classici come ad esempio, la torre dell'orologio, da elemento di fondo che era viene proiettata in avanti dal cannocchiale rovesciato della galleria trasparente fino a diventare un vero e proprio dispositivo prospettico.
Ma, più in generale, l'intero intervento, anziché collocarsi come tempio ideale all'interno di una corte, fuoriesce proiettandosi sulla città attraverso pochi elementi di richiamo resi emblematici.
È presente in Aymonino una disinvoltura nel far assumere agli elementi del progetto, cambiati di segno, connotazioni diverse secondo le diverse esigenze, ma tutto mantiene una certa continuità sia per quanto riguarda i materiali che l'immagine complessiva, adattandosi alle più differenti situazioni.
L'uso della galleria vetrata come crocevia coperto, per esempio, ritorna con evidenza anche nel progetto del Centro Direzionale di Firenze (redatto con Aldo Rossi) o a Perugia nel progetto del Palazzo della Regione.

### Casa-parcheggio, Pesaro 1978-1981
Si tratta di un intervento nel centro storico di Pesaro, presso il Palazzo Scattolari. Considerato tra i più coraggiosi del suo itinerario progettuale; progetto che vede la costruzione di una serie di case pubbliche per un determinato numero di abitanti trasferiti dal centro storico.
L'intervento è unico nel suo genere in quanto semplice ed elementare nei suoi tratti compositivi, prevale l'indifferenza dall'intorno e una relativa indipendenza dai regolamenti edilizi, si giunge ad una sorta di azzeratura urbana dove la quantità residenziale entra in conflitto con l'esistente. Aymonino realizza un prospetto che interrompe la continuità degli edificati affaccianti su via Mazza.
L'intervento nasce su tre formulazioni di metodo: il ripristino morfologico dell'area, l'adeguamento tipologico-formale della nuova edificazione e il restauro scientifico di Palazzo Scattolari. Aymonino recupera la larghezza originaria e gli allineamenti in via Bonami, mantiene al piano terra l'allineamento originario su via Mazza assieme alla destinazione prevalentemente pubblica degli spazi interni risultanti dalla precedente edificazione.
Si concentra sull'idea di un fabbricato in linea lungo via Mazza che, nel rispetto degli indici di edificabilità consentiti, mantiene volumetrie e altezze adeguate ai fabbricati contigui, senza volontà di mimetismi o di rappresentazioni del falso. Tale allineamento è posto in relazione con gli spazi interni attraverso un porticato che consente un uso più diretto e facile sia degli spazi alberati comuni che delle attrezzature sociali di Palazzo Scatolari. L'idea di Aymonino è quella di enfatizzare l'eccesso di linguaggio in una situazione in cui si sarebbe attesa una certa pacatezza, l'intervento va ad accentuare la voglia di esprimersi quasi come una sfida al “comune senso del pudore”. C'è comunque un'attenta lettura dei valori che conformano l'anonima continuità del fronte stradale.
Il progetto prevede setti cementati, un loggiato che chiude in alto l'edificio e il taglio della rampa di scale; la complessità viene portata all'esterno in maniera ordinata e composta tanto che Aymonino ravviva con i colori l'intero edificato trovando sia un aspetto gioioso che ludico. Il riferimento più diretto a questo intervento è senza dubbio il Liceo Scientifico costruito qualche anno prima sempre a Pesaro.

### Centro direzionale Benelli, Pesaro 1980
Al progetto prendono parte Fausto Battimeli, Enzo Giannini, mentre il planivolumetrico viene elaborato da Raffaele Panella.
Il centro Benelli viene studiato nell'ambito della redazione e approvazione del piano regolatore per il centro storico della città di Pesaro con destinazione d'uso le attività direzionali.
Dallo studio del piano per il centro storico si propone una soluzione a quadra con le relative appendici. Il progetto esecutivo conferma pertanto una figura centrale con una grande piazza coperta, concetto rilevante è il raggruppare in un unico corpo la quantità terziaria corrispondente alla crescita economica futura, assieme ad una percentuale di unità residenziali.
Le diverse destinazioni d'uso comprendono: parcheggi al piano sotterraneo; negozi, uffici e spazi commerciali nei primi tre piani; residenze nei successivi quattro piani. Si determina pertanto la soluzione architettonica finale che è ben attenta a confrontarsi con la scala urbana onde evitare notevoli volumetrie. È una misura urbana che viene ottenuta sia con i rapporti lunghezza/altezza della quadra che con l'organizzazione degli spazi richiesti attorno alle due piazze tra loro comunicanti, l'una scoperta e l'altra coperta.
La piazza coperta misura 32.40 x 32.40 m ed è posta nell'angolo principale della quadra, riconoscibile dall'esterno per i grandi porticati che si sviluppano a tripla altezza e dall'interno per il convergere su di essa della piazza scoperta, dei portici e dei passaggi commerciali pedonali, e per l'affacciarsi dei principali esercizi commerciali. Si tratta di uno spazio sia di incontro che di distribuzione durante le stagioni estiva e invernale.

### Progetto IMA, Ferrara 1982

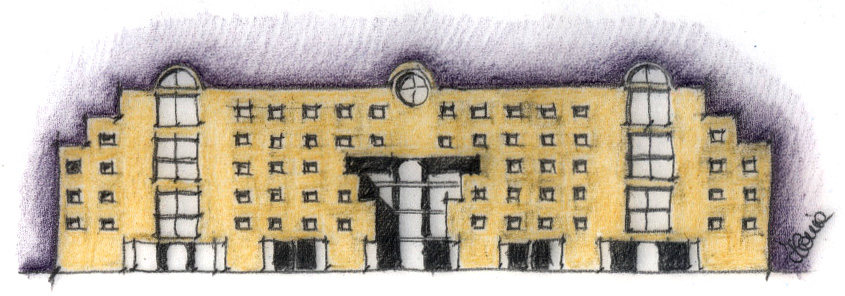
Progetto IMA, Ferrara (1982) prospetto su via MacAlister a Ferrara

La volontà dell'amministrazione è quella di organizzare un luogo qualificato, dal punto di vista architettonico, con l'inserimento di percorsi e ingressi che permeano dalla struttura urbana confinate. Viene elaborata l'idea di una piazza raccolta con quattro accessi pedonali.
Il progetto prevede sia la realizzazione di unità architettoniche, adibite a uso residenziale e commerciale, con una loro precisa identità funzionale, che la ristrutturazione di una porzione di capannone industriale con destinazione ludica.
Il corpo edilizio che appare in modo più spiccato rispetto al resto del sistema è un edificio in linea di sei piani, simmetrico rispetto ad un ipotetico asse centrale. Dal progetto si delinea la volontà di liberare il piano terreno rendendolo usufruibile alla collettività; questa sua caratteristica di permeabilità è compatibile con quella dell'edilizia esistente. È intuibile come, lo spazio interno dell'isolato, diventa di uso collettivo in quanto il fronte del fabbricato ha vani passanti l'edificio, ottenuti mediante lo scavo del piano principale della facciata facendo risaltare la scala in forma di colonna, rientrante rispetto al profilo del corpo di fabbrica.
Il rivestimento dell'edificio viene pensato con pannellature a specchi che permettono ancor di più un proprio ruolo di mediazione con il contesto, riproponendo le immagini dell'ambiente circostante. La finitura esterna è in pietra.

### Il Colosso, Roma 1982-1984
L'idea di un progetto sul luogo del Colosso è nata da un incontro con il sovrintendente archeologico Adriano La Regina assieme alla collaborazione di Aldo Aymonino, Sandro Giulianelli e Maria Luisa Tugnoli.
Carlo Aymonino è incaricato di pensare ad una nuova costruzione sull'area recuperata delle fondamenta del Colosso, un quadrato di 15 x 15 m; la struttura sarebbe diventata elemento di raccordo visivo e di completamento volumetrico tra il Colosseo e il tempio di Venere e Roma, lo stesso ruolo che nell'antichità svolgeva il Colosso. Le uniche testimonianze dell'antica statua sono immagini impresse su monete e descrizioni letterarie. La distruzione del Colosso viene attribuita da Maestro Gregorio a papa Gregorio Magno in quanto rappresentazione del Sole o di Roma: «girava continuamente e con moto uguale al Sole e tenendo gli occhi sempre rivolti verso l'astro».
La prima idea di progetto è quella di un monolite di marmo a base quadrata di 15 x 15 m e alto 36 m, spaccato in un angolo a 45 gradi da uno stretto passaggio contenente all'interno una scala scavata nel materiale marmoreo e conducente ad un belvedere superiore dal quale è possibile ammirare i Fori, la vicinanza del Colosseo, i ruderi del Colle Oppio. Il percorso va rastremandosi verso l'alto per alleggerire il monolite.
Passaggio successivo è lo svuotamento del monolite, mantenendo comunque sui lati sud e ovest due pareti in blocchi di marmo di due metri di spessore, con una piccola porta sul lato ovest al piano terreno e una finestra di affaccio al culmine della parete sud.
Nello spazio interno si collocano i percorsi verticali, l'ascensore e la scala a chiocciola. La terrazza panoramica in alto si affaccia sui lati nord e sud. La memoria dell'immagine del Colosso viene rappresentata a bassorilievo, formata dai massi della parete sud, la faccia appare a tutto tondo nel belvedere, il braccio destro lo si legge nel fianco dando l'idea di una prigione.

### Progetto per il mercato coperto e piazza ex caserma Massa, Lecce 1985
La piazza dell'ex caserma Massa viene concepita come un'area riconoscibile nel suo spazio e nelle sue architetture.
La decisione dell'amministrazione comunale cade nella scelta di ricostruire la tettoia dell'ex mercato coperto, assicurare la permanenza di una funzione pubblica consolidatasi nel tempo e recuperare la struttura architettonica che rappresentava quella funzione.
Nasce quindi un progetto che ha volontà di risolvere una parte centrale della città fin da quel momento rimasta incompiuta architettonicamente.
Aymonino progetta un edificio con attività direttive e commerciali a destinazione pubblica con un'ampia piazza antistante.
L'edificio del mercato è composto da tre corpi di fabbrica:

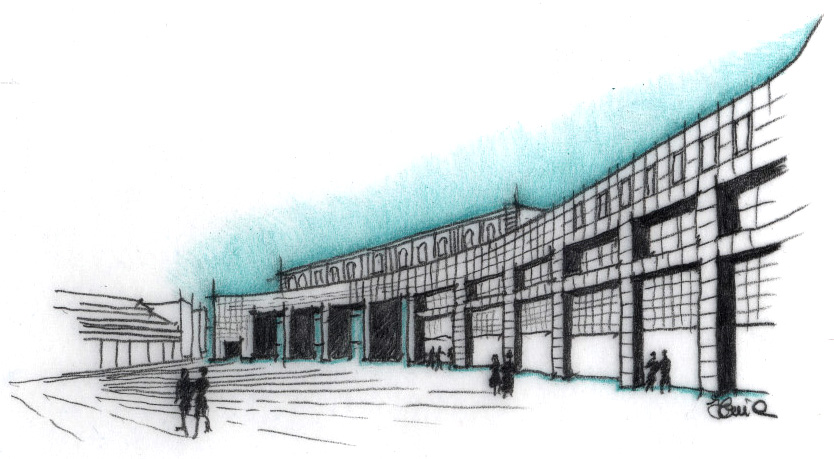
Progetto per il mercato coperto e piazza ex caserma Massa, Lecce (1985) schizzo di studio prospettico di una soluzione

due terminali a semicerchio, dove nel primo sono localizzate le funzioni come il mercato del pesce e il bar (al piano terreno), laboratori comunali (al secondo piano) e uffici privati al terzo piano, nell'uno; la Borsa merci per i prodotti agricoli nell'altro.
Il corpo centrale è impostato intorno alla grande tettoia che copre la passeggiata pubblica e il mercato, comprendente il box del mercato e i vari negozi, agenzie e uffici o studi privati. Due grandi gallerie vetrate completano l'edificio dalla parte di via S. Lazzaro, hanno il compito sia di congiungere la piazza e lo spazio coperto con la via, sia di assorbire le attività commerciali più pregiate.
Al piano interrato sono sistemati i parcheggi e i servizi tecnologici di pertinenza del mercato. Le parti esterne sono in pietra tufacea leccese per istituire un corretto ambientamento dell'opera; il pavimento della passeggiata coperta, dei passaggi trasversali, delle gallerie coperte, è anch'esso in pietra leccese a garantire la continuità dei percorsi.
La forma della piazza è dettata dall'esigenza di realizzare uno spazio unitario garantendo la più diffusa accessibilità pedonale attraverso ampi porticati e facile accessibilità carrabile grazie a parcheggi di sosta e di servizio.

### Progetto di tre piazze, Terni 1985

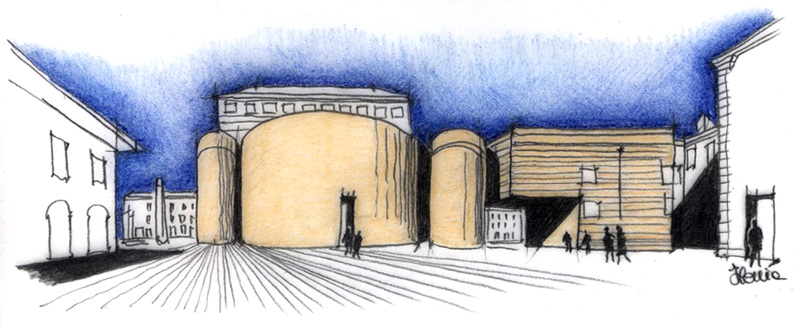
Progetto di tre piazze, Terni (1985) schizzo di studio volumetrico

È l'incontro tra il cardo e il decumano della città romana che enfatizzano il segno dell'antico Foro. Nel catasto gregoriano del 1819 viene indicata come piazza pubblica, a questa si affianca una seconda piazza, detta “piazza ginnastica” con perimetro irregolare ma più raccolta. I bombardamenti delle guerre hanno deformato e reso parzialmente irriconoscibile l'antica struttura. Per questo motivo Ridolfi imposta il piano di ricostruzione, in una prima fase, e quello regolatore, nella fase successiva, confermando e completando il sistema centrale imperniato sulle tre piazze: piazza del Popolo (ex piazza Vittorio Emanuele), piazza Solferino e piazza Europa, ove si affaccia palazzo Spada (opera di Antonio da Sangallo il giovane).
A Carlo Aymonino viene affidato il compito di accentuare la diversità delle tre piazze. Elabora un'ipotesi complessiva in cui sono riconoscibili le varie componenti: le colonne marmoree mozze o intere tra la piazza del Popolo e la piazza Europa, come un confine permeabile che divide e collega i due spazi.
Nella piazza Europa concepisce quattro oggetti architettonici in pietra, con destinazione museale negli spazi più agibili e rappresentativi, nella grande nicchia una statua; il tutto con misure che non entrino in concorrenza con i volume preesistenti, ma danno la possibilità ai quattro oggetti di essere capiti in sé e nel loro insieme.
La piazza è poi completata con una fontana in pietra e una larga panchina che accentua la vocazione del luogo all'incontro e al riposo.

### Riconoscimenti postumi
La Triennale di Milano, nel maggio 2021 a dieci anni dalla scomparsa, gli ha dedicato una mostra dal titolo Carlo Aymonino. Fedeltà al tradimento, nata dalla volontà delle figlie Livia e Silvia. La mostra si basa su materiali d’archivio, progetti, dipinti, testi, fotografie e interviste, volti a far emergere non solo la visione architettonica urbana, ma questioni private come la politica, le passioni e la vita della famiglia.

## L'idea di "Piazza"
La piazza, per Carlo Aymonino, è il luogo della città per eccellenza; è l'elemento di raccordo tra l'architettura e la città costruita, e ogni nuovo intervento progettuale effettuato va ad instaurare una relazione con ciò che si conserva ancora della città storica.
Ha condotto di fatto numerosi studi e ricerche sulla natura di queste zone ricche di sedimentazione storica, sforzandosi spesso di andare a proporre soluzioni architettoniche attente alla specificità dei problemi locali. Con Aymonino la piazza ritorna ad essere un luogo di relazione tra la struttura urbana e la soluzione architettonica.

## Riconoscimenti
- 1962 - Premio IN/ARCH. Lucania
- 1964 - Premio IN/ARCH. Lazio
- 1974 - Premio IN/ARCH. Bologna
- 1984 - Premio internazionale San Valentino d'oro dal Comitato per la premiazione di un messaggio d'amore - Agostino Pensa a Terni
- 1998 - Medaglia d'oro ai benemeriti della scienza e cultura
- 2000 - Hononary Fellow dall'American Institute of Architects
- 2009 - Premio Giulio Carlo Argan dall'ANCSA a Gubbio

## Opere

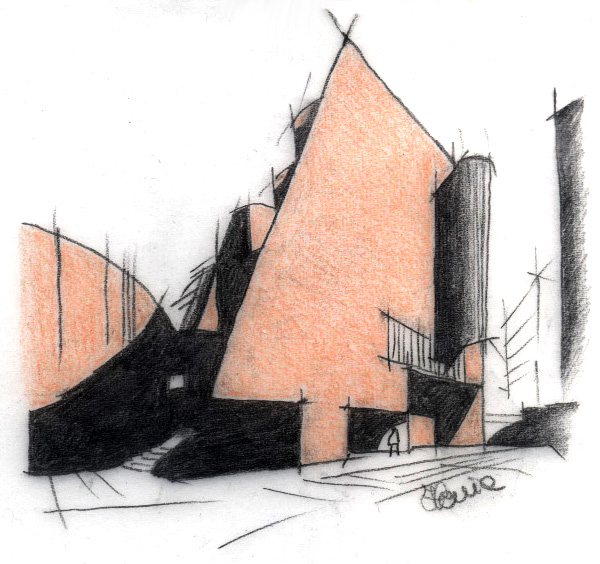
Concorso per i nuovi uffici della Camera dei Deputati, Roma (1966-1967) schizzo di studio

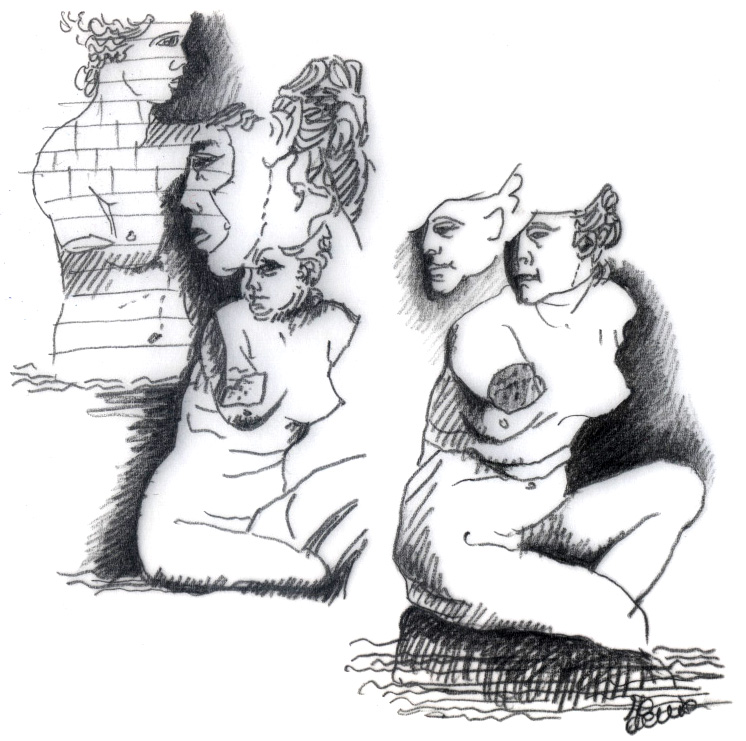
Completamento del Bacino di S. Marco, Venezia (1985) studi sulla statua di Venere

- 1950/1952 - Quartiere Ina Casa Tiburtino, Roma (con C. Chiarini, M. Fiorentino, E.Gorio, M. Lanza, S. Lenci, P.M. Lugli, C. Melograni, G.C. Menichetti, G. Rinaldi, M.Valori. Capigruppo: Ludovico Quaroni, Mario Ridolfi)
- 1954/1957 - Quartiere popolare Spine Bianche, Matera (con C. Chiarini, M. Girelli, S. Lenci, M. Ottolenghi)
- 1957 - Palazzo di Giustizia, Brindisi (con Sergio Lenci)
- 1956/1960 - Sede della Camera di commercio, Industria e Agricoltura di Massa Carrara (con C. Chiarini, B. De Rossi, M. Girelli)
- 1957/1958 - Unità residenziale Tratturo dei Preti, Foggia (con C. Chiarini, B. De Rossi, M. Girelli).
- P.R.G. di Brindisi. Progetto (con S. Lenci e G. Peretto)
- 1958 - Palazzina in Lungotevere degli Inventori, Roma (con Maurizio Aymonino, Alessandro De Rossi)
- 1958/1961 - Quartiere Ina Casa nel rione Commenda Ovest, Brindisi (con C. Chiarini, B. De Rossi, M. Girelli, L. Potì)
- 1959/1960 - Cooperative residenziali Orione, Vega e Cassiopea, Lecce (con F. Cicirillo e G. Marasco)
- 1959/1961 - Quartiere Ina Casa in viale Ofanto, Foggia (con C. Chiarini, B. De Rossi, M. Girelli)
- 1960/1962 - Istituto tecnico industriale, Brindisi (con C. Chiarini, B. De Rossi, M. Girelli)
- 1962/1965 - Istituto tecnico professionale, Lecce (con G. Marasco).
- 1963/1964 - Cooperariva residenziale Tor Carbone, Roma (con Maurizio Aymonino, Alessandro De Rossi, B. De Rossi) di cui fu socio dal 1962 al 1971 e residente (unità P6); vedi il numero 186 de la rivista "L'Architettura, cronache e storia", aprile 1971, anno XVI no. 12, pag. 796-801
- 1963/1966 - Edificio polifunzionale, Savona (con Maurizio Aymonino, Alessandro De Rossi, B. De Rossi)
- 1967 - Progetto di concorso per Ospedale psichiatrico, Mirano (con C. Dardi)
- 1967/1972 - Complesso residenziale Monte Amiata al quartiere Gallaratese 2, Milano (con Maurizio Aymonino, A. De Rossi, S. Messaré)
- 1970 - Progetto di concorso per il Centro Pompidou al Beaubourg, Parigi (con Sachim Messaré)
- 1970 - Progetto architettonico unitario per il Campus scolastico, Pesaro
- 1970/1973 - Liceo scientifico G. Marconi, Pesaro
- 1971/1974 - Piano particolareggiato per il centro storico di Pesaro (con C. Dardi, G. Fabbri, M. Lcna, R. Panella, G. Polesello, L. Semerani)
- 1977 - Progetto di ristrutturazione di Prager Platz, Berlino.
- 1977 - Progetto di concorso per Centro direzionale, Firenze (con Maurizio Aymonino, Aldo Rossi e G. Braghieri, M. Bosshard, A. Cantafora, J. Kirschenfeld, V. Savi, C. Sumi, G.L. Vimercati Sanseverino)
- 1977/1984 - Palazzo di Giustizia, Ferrara (con A. Torti)
- 1978/1984 - Istituto tecnico commerciale e per geometri, Pesaro (con C. Montanari e M.L. Tugnoli)
- 1978/1981 - Casa parcheggio, Pesaro
- 1982 - Progetto per il Piano di recupero dell'abbazia di Pomposa (con G. Barbini, A. Tosti Zambelli)
- 1980/1983 - Centro Direzionale Benelli, Pesaro
- 1982/1984 - Colosso, Roma (con M. Aymonino, S. Giulianelli, M.L. Tugnoli)
- 1984 - Ristrutturazione del Campo di Marte, Venezia-Giudecca. Progetto per il concorso internazionale a inviti (con G. Barbini)
- 1985 - Interventi nel bacino di San Marco. Progetti per il concorso per la 3ª Mostra internazionale di Architettura, Biennale di Venezia (con O. Barbini, F. Frison, E Mazzoleni, L. Salce, A. Sandi)
- 1985 - Progetto per il mercato coperto e piazza ex caserma Massa, Lecce
- 1985 - Progetto per Tre piazze, Terni (con M.L. Tugnoli)
- 1986 - Mercato parcheggio, Orte (con A. Balducci e M.L. Tugnoli)
- 1986 - Progetto di concorso per la Seconda Università a Tor Vergata, Roma
- 1986 - Progetto di concorso (con L. Calcagni, G.P.Mar, G. Tamaro, M.L. Tugnoli)
- 1986 - Progetto di concorso per la sistemazione del parco urbano di Parigi La Villette (con O. D'Ardia, V. Fraticelli, O. Macinini, R. Nicolini, A. Zattera)
- 1986 - Sistemazione dell'area Pirelli, Milano-Bicocca. Progetto di concorso (con G. Barbini, ML. Tugnoli, S. Amorosino, G. Conti Gibone, P. Leon, O. Longhi)
- 1986 - Progetto di concorso per la sistemazione di Largo Firenze, Ravenna (con Maurizio Aymonino, C. BaIdisserri, G. Barbini, R.Evangelisti, N. Pirazzoli, L. Sarti, M. Scarano)
- 1987 - Progetto per casa d'abitazione alla Giudecca, Venezia (con G. Barbini)
- 1987 - Progetto di concorso per il Teatro di Avellino (con M. Aurigemma, G. Ferraro, Maurizio Aymonino, E. Pitzalis, M.L. Tugnoli)
- 1987/1988 - Polo scolastico, Caposele (con E. Pitzalis e M.L. Tugnoli)
- 1988 - Sistemazione dell'area cx Mulino Andrisani, Matera (con P.G. Corazza e R. Panella)
- 1988 - Progetto per la Città dello Sport Setiapolis, Sezze (con A. Musacchio, E De Pisa, S. Miura, E. Ottone, E.Pitzalis, M.L. Tugnoli, D. Bugli)
- 1989 - Progetto di concorso Il Trincerone, sistema di trasporti e parcheggi, Salerno (con G. Giannattasio e M.L. Tugnoli)
- 1990/1993 - Padiglione Del Selva, detto Coffeehouse, Venezia (con G. Barbini)
- 1990/1995 - Intervento urbanistico e architettonico all'ex stabilimento Papa, San Donà di Piave (con G. Barbini, G. Zorzenoni)
- 1990 - Progetto di concorso per il Palazzo del Cinema, Biennale di Venezia (con G. Barbini e G. Paolini)
- 1991/1992 - Zona residenziale Barialtò, Bari (con M. L. Tugnoli, G. Hanssen)
- 1992-1997 - Restauro della Villa Tittoni-Traversi e progetto della Biblioteca a Desio, Milano (con G. Barbini)
- 1992 - Concorso internazionale di idee per la sistemazione dell'area dello Spreebogen e la nuova sede del Bundestag, Berlino (con M. Angelini, A. Orlandi, A. Terranova)
- 1993 - Allestimento del Padiglione Italia per la 45ª Esposizione Internazionale d'Arte, Biennale di Venezia, Venezia (con G. Barbini)
- 1995 - Biblioteca Hertziana, Roma (con G. Hanssen, M. L. Tugnoli)
- 1995 - Progetto preliminare del nuovo Palazzo di Giustizia, Reggio Calabria (con G. Morabito, E. Arbizzani, M. L. Tugnoli, G. Hanssen)
- 1996 - Nuovo progetto esecutivo per l'allestimento museale e copertura del Giardino Romano in Campidoglio, Roma (con G. Hanssen, M. L. Tugnoli, A. Michetti, G. Zambon)
- 1997 - Ristrutturazione e recupero dell'area dei Giardini ex reali a S. Marco, Venezia (con G. Barbini)
- 1998 - Concorso per il centro storico, Salerno (con G. Giannattasio)
- 1998 - Nuova sede IUAV nell'area dei Magazzini Frigoriferi a S. Basilio, Venezia
- 2002 - Concorso per la Nuova Biblioteca Hertziana di Juan Navarro Baldeweg, Roma
- 2002 - Concorso per il Ponte/Viadotto carrabile di attraversamento del Tevere, Roma
- 2003 - Concorso per il Nuovo Complesso Direzionale, Porto Marghera, Venezia
- 2003 - Sistemazione di alcune Piazze, Ferrara
- 2004 - Concorso per la Valorizzazione di Villa Reale, Milano

## Le sue pubblicazioni
- Gli alloggi della municipalità di Vienna: 1922-1932, Bari: Dedalo, 1965
- La formazione del concetto di tipologia edilizia: introduzione al corso di caratteri distributivi degli edifici, Venezia: Cluva, 1965
- Origini e sviluppo della città moderna, Padova: Marsilio, 1965
- La città di Padova: saggio di analisi urbana, con altri autori, Roma: Officina, 1970
- Il significato delle città, Roma-Bari: Laterza, 1975
- Le capitali del XIX secolo. Parigi e Vienna, con G. Fabbri, A. Villa, Roma: Officina, 1975
- Lo studio dei fenomeni urbani, Roma: Officina, 1977
- 1977: un progetto per Firenze, con A. Rossi, G. Braghieri, Roma: Officina, 1978
- Roma centro storico; quattro scritti di Carlo Aymonino e un dibattito, interventi di E. Malgeri e altri, Roma: Officina, 1982
- Un progetto per il centro storico di Roma, con R. Panella, Roma: Officina, 1983
- Piazze d'Italia: progettare gli spazi aperti, Milano: Electa, 1988
- Carlo Aymonino, a cura di G. Priori, Bologna: Zanichelli, 1990
- Progettare Roma Capitale, a cura di P. Desideri, F. Leoni, Roma-Bari: Laterza, 1990
- Carlo Aymonino: disegni 1972-1997, a cura di E. Pitzalis, Milano: Federico Motta, 2000
- Saper credere in architettura: venticinque domande a Carlo Aymonino, a cura di M.D. Morelli, Napoli: CLEAN, 2002